# Орден Новой Шотландии
Орден Новой Шотландии (англ. Order of Nova Scotia, фр. Ordre de la Nouvelle-Écosse) — гражданский орден канадской провинции Новая Шотландия за заслуги и достижения в разных сферах общественной деятельности. Учрежден 2 августа 2001 года лейтенант-губернатором Новой Шотландии Майрой Фриман по королевской санкции на создание ордена Новой Шотландии. Орден находится в ведении генерал-губернатора в совете и предназначен для награждения канадцев, живущих или проживавших в Новой Шотландии, за выдающиеся достижения практически в любой области. Одна из высших наград Канады присуждаемых Короной Новой Шотландии.

## Отбор и награждение
Орден Новой Шотландии предназначен для награждения любого резидента, или бывшего резидента, Новой Шотландии, проявившего себя и достигшего высочайших результатов в любой области, «отличившегося во многих областях и прославившего себя и Новую Шотландию». Среди награждённых были ученые, спортсмены, волонтеры, юристы, писатели, художники, защитники прав человека, бизнесмены и один лауреат Нобелевской премии. Орден не имеет ограничений на общее количество награждённых, но ежегоднее вручение не превышает пяти-шести человек из примерно сотни номинируемых. Канадское гражданство является обязательным требованием для награждения. Избранные политики и судьи не имеют права на награждение, пока они занимают должность.
Отбор претендентов на награждение орденом Новой Шотландии начинается с изучения их заслуг консультативным советом ордена Новой Шотландии. В его состав входит председатель, назначаемый премьер-министром; главный судья апелляционной инстанции Новой Шотландии; секретарь Исполнительного совета и лицо, назначенное секретарем; президент союза университетов в провинции; и по одному лицу, назначенному лидерами партий в Палате собрания. Все члены консультативного совета должны проживать в Новой Шотландии. Комитет собирается не реже одного раза в год, чтобы представить избранные рекомендации исполнительному совету, и работает с этим органом над сокращением списка потенциальных назначенцев до списка, который будет представлен вице-губернатору. Посмертные номинации принимаются в течение одного года после смерти номинанта.
Вице-губернатор на время исполнения обязанностей является канцлером ордена Новой Шотландии. Он производит утверждение пяти отобранных кандидатов на орден королевским указом. Указ получает подпись вице-короля и скрепляется Большой Печатью провинции Новая Шотландия. Награждённые имеют право использовать в подписи аббревиатуру «ONS» (Order of Nova Scotia).
Награждение орденом Новой Шотландии производится на церемонии в Доме правительства в Галифаксе.

## Описание ордена
Орден представляет собой золотой медальон в форме белого стилизованного пятилепесткового цветка стелющегося кустарника семейства Вересковых эпигеи ползучей (другое распространённое название — майский цветок, растение является официальным цветочным символом провинции) с аверсом из белой эмали с золотой окантовкой и с гербом Новой Шотландии на щите в центре. Орден увенчан короной Святого Эдуарда, символизирующей роль канадской монархии, как источника чести.
Лента украшена вертикальными полосами красного, синего, золотого и белого цветов. Мужчины носят орден подвешенным к ленте на воротнике. Женщины носят орден на ленточном банте слева на груди. Награждённые также получают булавку на лацкан, которую можно носить в менее официальных случаях.

## Избранный список награждённых
С июня 2001 года по февраль 2022 года 110 канадцев были удостоены ордена Новой Шотландии
- Энн Мюррей — исполнительница поп-музыки 1970-х годов
- Флора Исабель Макдональд — государственная и общественная деятельница
- Кэрри Бест[англ.] — журналист и общественный деятель
- Сидни Кросби — канадский хоккеист, самый молодой получатель ордена, на момент награждения в 2008 году[16]
- Ванда Томас Бернард — социальный работник и педагог, канадский сенатор
- Джанет Киц[англ.] — педагог, писательница и историк в Галифаксе, автор масштабного научного труда по Взрыву в Галифаксе
- Артур Брюс Макдональд —  канадский физик, лауреат Нобелевской премии 2015 года[7][8]